# Паксимадја
Паксимадја или Паксимада је мало ненасељено острво близу од североисточне обале Крита. Најближе значајније место је Ситија на Криту.